# Fleetwood Mac
Fleetwood Mac (рус. Флитвуд Мэк) — британо-американская рок-группа, которая с момента своего создания в июле 1967 года знала немало взлётов и падений, несколько раз обновляла состав и меняла стиль исполняемой музыки, благодаря чему смогла сохранить популярность дольше подавляющего большинства конкурентов — вплоть до начала XXI века. Команда получила название по именам ударника Мика Флитвуда и басиста Джона Макви, которые, однако, никогда не оказывали существенного влияния на её музыкальное направление. Fleetwood Mac продали более 120 миллионов записей по всему миру, что сделало их одной из самых коммерчески успешных и продаваемых групп в мире.

## История

### 1967—1970: Fleetwood Mac с Питером Грином
Группа Fleetwood Mac была образована в июле 1967 года в Лондоне, Англия, когда Питер Грин (Peter Allan Greenbaum), Мик Флитвуд (Mick Fleetwood) и Джон Макви (John McVie), игравшие в группе John Mayall & the Bluesbreakers, решили записать собственный материал. Джон Мейолл, лидер The Bluesbreakers, подарил Грину бесплатное время для записи, которое Флитвуд, Макви и Грин использовали для записи пяти песен. Пятая песня была инструментальной, которую Грин назвал в честь ритм-секции «Fleetwood Mac», где «Mac» было сокращением от McVie. Вскоре после этого Грин предложил Флитвуду создать новую группу. Оба они хотели, чтобы Макви играл на бас-гитаре, а сама группа была названа «Fleetwood Mac», чтобы убедить его, но Макви предпочёл сохранить свой стабильный доход с Мэйоллом, а не рисковать с новой группой. Тем временем Питер Грин и Мик Флитвуд объединились со слайд-гитаристом Джереми Спенсером (Jeremy Spencer) и басистом Бобом Браннингом. Браннинг был взят в группу с условием, что уйдёт, если Макви согласится присоединиться. Группа в составе Грин, Флитвуд, Спенсер, Браннинг дебютировала 13 августа 1967 года на Виндзорском фестивале джаза и блюза как «Peter Green’s Fleetwood Mac, also featuring Jeremy Spencer». Браннинг отыграл всего несколько концертов с Fleetwood Mac. Через несколько недель после этого шоу Джон Макви согласился присоединиться к группе в качестве постоянного басиста.
В феврале 1968 года на лейбле Blue Horizon вышел дебютный альбом Fleetwood Mac, который был блюзовым альбомом без излишеств. В альбоме не было других музыкантов (за исключением песни «Long Grey Mare», которая была записана с Браннингом на басу). Альбом был успешным в Великобритании и достиг 4-го места, хотя ни один трек не был выпущен в качестве сингла. Позже в том же году были выпущены синглы «Black Magic Woman» (песня впоследствии стала хитом в исполнении Карлоса Сантаны) и «Need Your Love So Bad».
Второй студийный альбом группы, Mr. Wonderful, был выпущен в августе 1968 года. Как и их первый альбом, он был полностью блюзовым. Альбом был записан вживую в студии с усилителями и акустической системой, без подключения к пульту. Музыканты добавили духовые инструменты и пригласили Кристин Перфект (Christine Perfect; впоследствии Christine McVie) из Chicken Shack сыграть на клавишных.
Вскоре после выхода Mr. Wonderful, Fleetwood Mac наняла 18-летнего гитариста Дэнни Кирвана (Danny Kirwan). Он играл в блюзовом трио Boilerhouse из южного Лондона, состоящем из Кирвана (гитара), Тревора Стивенса (бас) и Дэйва Терри (барабаны). Грин и Флитвуд наблюдали за репетицией Boilerhouse в подвальной котельной, и Грин был настолько впечатлён, что пригласил группу сыграть на разогреве у Fleetwood Mac. Грин хотел, чтобы Boilerhouse стали профессиональной группой, но Стивенс и Терри не были готовы стать профессионалами, поэтому Грин попытался найти другую ритм-секцию для Кирвана, разместив объявление в Melody Maker. Было более 300 претендентов, но когда Грин и Флитвуд провели прослушивания в Nag’s Head в Баттерси (родина клуба Майка Вернона «Голубой горизонт»), придирчивый Грин не смог найти никого достаточно хорошего. Флитвуд пригласил Кирвана присоединиться к Fleetwood Mac в качестве третьего гитариста.
Грин был расстроен тем, что Джереми Спенсер не вносил своего вклада в написание песен. Кирван, талантливый гитарист-самоучка, обладал фирменным вибрато и уникальным стилем, который добавил новое измерение в звучание группы. В ноябре 1968 года, с Кирваном в группе, они выпустили свой первый сингл номер один в Европе, «Albatross», на котором Кирван выступил дуэтом с Грином. Позже Грин сказал, что успех сингла «Albatross» был достигнут благодаря Кирвану. «Если бы не Дэнни, у меня никогда не было бы хита номер один». В январе 1969 года они выпустили свой первый альбом-сборник English Rose, который содержал половину песен из Mr. Wonderful и новые песни c Кирваном. Их следующий и более успешный альбом-сборник The Pious Bird of Good Omen был выпущен в августе и содержал различные синглы, би-сайды и треки, которые группа записала с Эдди Бойдом.
Во время турне по США в январе 1969 года группа записала двойной альбом Fleetwood Mac in Chicago (выпущенный в декабре) в близкой к закрытию студии Chess Records, с некоторыми легендами чикагского блюза, включая Вилли Диксона, Бадди Гая и Отиса Спанна. Это были последние блюзовые записи Fleetwood Mac. Наряду с изменениями в стиле группа сменила лейбл. С появлением Кирвана музыкальные возможности группы стали слишком разнообразными для лейбла Blue Horizon, выпускающего только блюз. Группа подписала контракт с Immediate Records и выпустила сингл «Man of the World», который стал ещё одним британским и европейским хитом. Для би-сайда Спенсер выступал перед Fleetwood Mac под псевдонимом «Earl Vince and the Valiants» и записал «Somebody's Gonna Get Their Head Kicked In Tonite», олицетворяя более шумную сторону рок-н-ролла группы. Однако Immediate Records были в плохом состоянии, и группа искала новый контракт. The Beatles хотели, чтобы группа была на Apple Records (Мик Флитвуд и Джордж Харрисон были свояками — женаты на сёстрах Дженни и Патти Бойд), но менеджер группы Клиффорд Дэвис решил подписать группу на Warner Bros. Records (через лейбл Reprise Records, основанный Фрэнком Синатрой).
В сентябре 1969 года группа выпустила свой третий студийный альбом Then Play On. В американский релиз альбома была включена композиция «Oh Well», которая впоследствии постоянно появлялась в живых выступлениях группы. Then Play On стал первым рок-альбомом группы и был написан Кирваном и Грином, за исключением одного трека авторства Флитвуда и Макви. Тем временем Джереми Спенсер записал сольный альбом рок-н-ролльных песен в стиле 1950-х годов, при помощи остальных участников группы, кроме Грина.
К 1970 году Питер Грин стал употреблять ЛСД. Во время европейского турне группы он пережил неудачный кислотный трип в коммуне хиппи в Мюнхене. Клиффорд Дэвис, менеджер группы, выделил этот инцидент как решающий момент в умственном упадке Грина. Он сказал: «Правда о Питере Грине и о том, как он кончил, очень проста. Мы гастролировали по Европе в конце 1969 года. Когда мы были в Германии, Питер сказал мне, что его пригласили на вечеринку. Я знал, что вокруг будет много наркотиков, и предложил ему не ходить. Но он все равно пошёл, и я понял из его слов, что он принял то, что оказалось очень плохим, нечистым ЛСД. Он больше никогда не был прежним». Немецкий писатель и режиссёр Райнер Лангханс заявил в своей автобиографии, что он и Уши Обермайер встретились с Грином в Мюнхене и пригласили его в свою Хайфиш-коммуну, где напитки были приправлены кислотой. Лэнгханс и Обермайер планировали организовать «Баварский Вудсток» с Джими Хендриксом и The Rolling Stones, и они надеялись, что Грин поможет им войти в контакт с The Rolling Stones.
Последним хитом Грина с Fleetwood Mac стал «The Green Manalishi (With the Two Prong Crown)». Трек был записан в студии Warner-Reprise в Голливуде во время третьего тура группы по США в апреле 1970 года, когда Грин объявил о своём решении покинуть группу. Живое выступление было записано на Boston Tea Party в феврале 1970 года. «Green Manalishi» был выпущен, когда психическая стабильность Грина ухудшилась. Он хотел, чтобы группа отдала все свои деньги на благотворительность, но другие участники группы не согласились. В 1979 году песня была записана британской хэви-метал-группой Judas Priest.
Последнее выступление Питера Грина с Fleetwood Mac состоялось 20 мая 1970 года. Во время этого шоу группа вышла за отведённое им время, в итоге электричество было отключено, но Мик Флитвуд продолжал некоторое время барабанить. Некоторые из записей Boston Tea Party (5, 6, 7 февраля 1970 года) были выпущены в 1980-х годах в качестве альбома Live in Boston. Более полный ремастированный трёхтомный сборник был выпущен компанией Snapper Music в конце 1990-х годов.

### 1970—1974 годы: Переходная эпоха
Перед оставшимися в группе гитаристами, Кирваном и Спенсером, была поставлена задача заменить ушедшего Грина как на живых выступлениях, так и на записях. В сентябре 1970 года Fleetwood Mac выпустили свой четвёртый студийный альбом Kiln House. Песни Кирвана в альбоме двигали группу в направлении рока, в то время как Спенсер был сосредоточен на воссоздании окрашенного кантри «солнечного звука» конца 1950-х годов. В записи альбома приняла участие Кристин Перфект, ушедшая из музыкального бизнеса после неудачного сольного альбома: она пела на бэк-вокале и играла на клавишных, она же нарисовала обложку к альбому. При этом её имя не было указано на обложке альбома. Группа прогрессировала и разрабатывала новый звук, поэтому Кристин Перфект пригласили присоединиться к группе, чтобы помочь заполнить ритм-секцию. Fleetwood Mac выпустили сингл «Dragonfly», написанный Дэнни Кирваном, с «The Purple Dancer» на обратной стороне в Великобритании и некоторых европейских странах, но, несмотря на хорошие отзывы в прессе, сингл не имел успеха. Би-сайд был переиздан только один раз, в репризном немецком и голландском альбоме Best of. Сингл был переиздан 19 апреля 2014 года на День звукозаписи (RSD) 2014 на голубом виниле в Европе и на полупрозрачном фиолетовом виниле в США.
Кристин Перфект, которая к этому моменту вышла замуж за басиста Джона Макви, впервые появилась в группе уже в качестве Кристин Макви в Бристольском университете, Англия, в мае 1969 года, как раз когда она покидала Chicken Shack. Она добилась успеха с песней Этты Джеймс «I’d Rather Go Blind» и дважды была признана артисткой года в Англии. Кристина Макви сыграла свой первый концерт в качестве официального члена Fleetwood Mac 1 августа 1970 года в Новом Орлеане, штат Луизиана. CBS Records, купившая Blue Horizon, выпустила четвёртый сборник группы, The Original Fleetwood Mac, содержащий ранее неизданный материал. Альбом стал относительно успешным, и группа продолжала набирать популярность.
Во время гастролей в феврале 1971 года пропадает Джереми Спенсер: он вышел «купить журнал», но так и не вернулся. После нескольких дней лихорадочных поисков группа обнаружила, что Спенсер присоединился к религиозному культу «Дети Бога». Группа попросила Питера Грина выступить в качестве замены на оставшихся концертах в туре. Грин привёл с собой своего друга Найджела Уотсона, который играл на конгах. Поскольку Грин вернулся в группу временно, группа начала поиски нового гитариста. Грин настаивал на том, чтобы играть только новый и не написанный им материал. Они с Уотсоном отыграли последнюю неделю тура. Шоу в Сан-Бернардино 20 февраля было записано на плёнку.
Летом 1971 года группа провела прослушивания для замены гитариста в своём большом загородном доме «Бенифолд», который они купили совместно со своим менеджером Дэвисом за 23 000 фунтов стерлингов (что эквивалентно 358 400 фунтам стерлингов в 2019 году) перед туром Kiln House. Подруга группы, Джуди Вонг, порекомендовала своего школьного друга Боба Уэлча (Bob Welch), который в то время жил в Париже. Группа провела несколько встреч с Уэлчем и решила нанять его, даже не играя с ним, довольствуясь лишь прослушиванием записей его песен.
В сентябре 1971 года группа выпустила свой пятый студийный альбом Future Games. В результате прихода Уэлча и ухода Спенсера альбом отличался от всего, что они делали ранее. Хотя он стал первым студийным альбомом группы, не попавшим в чарты в Великобритании, он помог увеличить привлекательность группы в Соединённых Штатах. В Европе CBS Records выпустила первый сборник лучших хитов Fleetwood Mac, который в основном состоял из песен Питера Грина, с одной песней Спенсера и одной Кирвана.
В 1972 году, через шесть месяцев после выхода Future Games, группа выпустила свой шестой студийный альбом Bare Trees. В основном сочинённый Кирваном Bare Trees включал написанный Уэлчем сингл «Sentimental Lady», который пять лет спустя стал сольным хитом Уэлча, когда он перезаписал его для своего альбома French Kiss, в записи которого поучаствовали Мик Флитвуд и Кристин Макви. Bare Trees также включал «Spare Me a Little of Your Love» — написанную Кристиной Макви песню, ставшую основным элементом живого выступления группы в начале и середине 1970-х годов.
В то время как группа преуспевала в студии, их гастроли становились проблематичными. К 1972 году у Дэнни Кирвана развилась алкогольная зависимость, и он стал отчуждаться от остальных участников группы. Перед одним из концертов в турне по США в августе 1972 года Кирван разбил свою гитару Gibson Les Paul Custom, отказался выходить на сцену и впоследствии раскритиковал группу, игравшую без него. В результате Флитвуд уволил Кирвана из группы, годами позже пояснив, что давление стало слишком сильным для Дэнни, и он перенёс нервный срыв.
В сентябре 1972 года группа пополнилась гитаристом Бобом Уэстоном (Bob Weston) и вокалистом Дэйвом Уокером (Dave Walker), бывшими участниками Savoy Brown и The Idle Race. Боб Уэстон был хорошо известен как слайд-гитарист и знал группу со времён своих гастролей с Лонгом Джоном Болдри. Флитвуд Мак также нанял Джона Коуриджа — дорожного менеджера группы Savoy Brown. В обновлённом составе группа записала свой седьмой студийный альбом Penguin, который был выпущен в январе 1973 года. После тура группа уволила Уокера, потому что они почувствовали, что его вокальный стиль и отношение не очень хорошо сочетаются с остальной частью группы.
Оставшиеся участники группы — Флитвуд, Джон и Кристин Макви, Уэлч и Уэстон — спустя шесть месяцев записывают восьмой студийный альбом Mystery to Me. Этот альбом содержал песню Уэлча «Hypnotized», которая получила большое количество ротаций на радио и стала одной из самых успешных песен группы в США. Группа гордилась новым альбомом и ожидала, что он станет хитом. В итоге он стал золотым, однако, в самой группе возникли личные проблемы. Брак Макви был неустойчивым и усугублялся как их постоянной работой друг с другом, так и значительным злоупотреблением Джоном Макви алкоголем.
Во время тура по США в 1973 году по продвижению Mystery to Me выяснилось, что у Уэстона был роман с Дженни Бойд-Флитвуд, женой Флитвуда. Флитвуд был столь эмоционально опустошён этим, что не смог продолжить тур. Куридж уволил Уэстона, и двухнедельный тур, на который было запланировано ещё 26 концертов, был отменён. Последний концерт был сыгран в Линкольне, штат Небраска, 20 октября 1973 года. На ночной встрече после этого шоу группа сказала своему звукорежиссёру, что тур закончился и Fleetwood Mac распадается.

### 1974: Спор за название и «фальшивый Fleetwood Mac»
В конце 1973 года, после провала турне по США, менеджер группы Клиффорд Дэвис, остался с большими гастрольными обязательствами, которые нужно было выполнить, и без группы. Флитвуд Мак «временно распался» в Небраске, и его члены разошлись в разные стороны. Дэвис был обеспокоен тем, что неспособность завершить тур разрушит его репутацию среди букеров и промоутеров. Он отправил группе письмо, в котором сказал, что «трудился как раб в течение многих лет не для того, чтобы быть сбитым с ног из-за капризов безответственных музыкантов». Дэвис утверждал, что ему принадлежит имя «Fleetwood Mac» и право выбирать членов группы, и он набрал музыкантов группы Legs, которые недавно выпустили один сингл под руководством Дэвиса, чтобы гастролировать по США в начале 1974 года под названием «The New Fleetwood Mac» и исполнять перенесённые даты. Эту группу, которую бывший гитарист Дэйв Уокер назвал «очень хорошей», состояла из Элмера Гэнтри (Дэйв Терри, ранее из Velvet Opera: вокал, гитара), Кирби Грегори (ранее из Curved Air: гитара), Пола Мартинеса (ранее the Downliners Sect: бас), Джона Уилкинсона (также известного как Дэйв Уилкинсон: клавишные) и австралийского барабанщика Крейга Коллинджа (Manfred Mann Chapter III, the Librettos, Procession и Third World War)
Членам этой группы сказали, что Флитвуд присоединится к ним после начала тура, чтобы подтвердить использование названия, и утверждали, что он участвовал в его планировании. Дэвис и другие заявили, что Флитвуд взял на себя обязательства по проекту и дал инструкции нанять музыкантов и начать репетиции. Дэвис сказал, что Коллиндж был нанят только в качестве временного барабанщика для репетиций и первых двух концертов, и что Флитвуд согласился выступить на остальной части тура, но потом отступил после начала тура. Флитвуд позже сказал, что он не обещал появиться в туре.
Тур «New Fleetwood Mac» начался 16 января 1974 года в Syria Mosque в Питтсбурге, штат Пенсильвания, и, по словам одного из участников группы, первый концерт «прошёл в шторм». Промоутер сначала сомневался, но позже сказал, что толпа любила группу, и они были «на самом деле очень хороши». Последовали более успешные концерты, но затем распространился слух, что это не настоящий Fleetwood Mac, и аудитория стала враждебной. Группа была отстранена от нескольких концертов, и следующие полдюжины были сняты промоутерами. Группа боролась и играла дальнейшие концерты перед лицом растущей враждебности и насмешек, ещё больше концертов было отменено, клавишник ушёл, и после концерта в Эдмонтоне, где бутылки были брошены на сцену, тур провалился. Группа распалась, и оставшаяся часть тура была отменена.
Последовавший судебный процесс относительно того, кому принадлежали права на название «Fleetwood Mac», прервал концертную деятельность группы почти на год. Хотя группа была названа в честь Мика Флитвуда и Джона Макви, они, по-видимому, подписали контракты, по которым они утратили права на название. Их звукозаписывающая компания Warner Bros в ответ на обращение сообщила, что не знает, кому принадлежат права. Спор был урегулирован мирным путём вне суда, четыре года спустя, в том, что было описано как «разумное урегулирование, не несправедливое ни к одной из сторон». В последующие годы Флитвуд сказал, что, в конце концов, он был благодарен Дэвису, потому что судебный процесс стал причиной переезда группы в Калифорнию.
Никто из альтернативного состава никогда не входил в состав настоящего Fleetwood Mac, хотя некоторые из них позже играли в студийной группе Дэнни Кирвана. Гантри и Грегори стали членами Stretch, чей британский сингл 1975 года «Why Did You Do It» был написан о провале гастролей. Позже Гантри сотрудничал с Alan Parsons Project. Мартинес продолжал играть с ответвлением Paice Ashton Lord, а также с группой Роберта Планта.

### 1974: Возвращение подлинного Fleetwood Mac
В то время как «The New Fleetwood Mac» были в турне, Уэлч остался в Лос-Анджелесе и связался с адвокатами по вопросам индустрии развлечений. Он понял, что оригинальным Fleetwood Mac пренебрегают Warner Bros и что им придётся перенести свою операционную базу из Англии в Америку, с чем согласились остальные участники группы. Промоутер рок-группы Билл Грэм написал письмо Warner Bros, чтобы убедить их, что настоящим Флитвудом Маком на самом деле были Флитвуд, Уэлч и Макви. На этом судебная тяжба не закончилась, но группа снова смогла записаться под именем Fleetwood Mac. Вместо того, чтобы нанять другого менеджера, Fleetwood Mac, переформировавшись, стала единственной крупной рок-группой, управляемой самими артистами
В сентябре 1974 года Fleetwood Mac подписал новый контракт с Warner Bros, но остался на лейбле Reprise. В том же месяце группа выпустила свой девятый студийный альбом «Heroes Are Hard to Find». Это был первый раз, когда у Fleetwood Mac был только один гитарист. Во время гастролей они добавили второго клавишника, Дуга Грейвса, который был инженером в Heroes Are Hard to Find. В конце 1974 года Грейвс готовился стать постоянным членом группы к концу их турне по США. Он сказал: «Я с нетерпением жду возможности добавить что-то к этой и без того замечательной группе. Я помогал создавать их альбом „Heroes Are Hard to Find“ и хорошо познакомился с каждым участником. Для меня стало шоком, когда Мик попросил меня присоединиться, но мне нравится играть вживую с группой, и я надеюсь, что скоро начну новый студийный альбом с группой». Тем не менее, Грейвс в конечном итоге так и не стал полноценным членом группы. В 1980 году Кристин Макви объяснила это решение: «Он (Дуг Грейвс) был там, чтобы поддержать меня, но я думаю, что после первых двух или трёх концертов было решено, что мне будет лучше без него. Группа хотела, чтобы я расширил свою роль и получил немного больше свободы, поэтому он играл на каком-то органе позади меня, но он играл не так, как я».
Роберт («Бобби») Хант, который играл с Бобом Уэлчем в группе Head West ещё в 1970 году, заменил Грейвса. Но ни один из музыкантов не оказался долгосрочным дополнением к составу. После последнего концерта тура, состоявшегося 5 декабря 1974 года в Университете штата Калифорния, Уэлч решил покинуть группу, устав от гастролей и юридической борьбы. Тем не менее, тур позволил альбому «Heroes» занять более высокую позицию в американских чартах, чем любая из предыдущих записей группы.

### 1975—1987 глобальный успех с Бакингемом и Никс
После того, как Уэлч решил покинуть группу, Флитвуд начал искать замену. Пока он находился в Sound City Studios в Лос-Анджелесе, звукоинженер Кит Олсен поставил ему записанную им песню «Frozen Love» дуэта Buckingham-Nicks. Флитвуду песня понравилась, и он был представлен гитаристу группы Линдси Бакингему, который в тот день был в Саунд-Сити, записывая демо. Флитвуд попросил его присоединиться к Fleetwood Mac, и Бакингем согласился, при условии, что его музыкальная партнёрша и подруга Стиви Никс также присоединится к группе. Бакингем и Никс присоединились к группе в канун 1975 года, в течение четырёх недель после распада предыдущего состава.
В 1975 году новый состав выпустил ещё один альбом, названный Fleetwood Mac, ставший десятым студийным альбомом. Альбом стал прорывом для группы: он стал № 1 в США и был распродан тиражом более 7 миллионов копий. Среди хитовых синглов из этого альбома были «Over My Head» Кристин Макви и «Say You Love Me» Стиви Никс и «Rhiannon» Стиви Никс, а также часто исполнявшийся трек альбома «Landslide», живое исполнение которого стало хитом двадцать лет спустя в альбоме The Dance.
В 1976 году группа страдала от сильного стресса. Распался брак Джона и Кристины Макви, длительные романтические отношения Бакингема и Никс, а Флитвуд находился в самом разгаре бракоразводного процесса со своей женой Дженни. Давление на Fleetwood Mac с целью выпуска успешного последующего альбома в сочетании с их новообретённым богатством привело к творческой и личной напряжённости, которая, как утверждается, подпитывалась высоким потреблением наркотиков и алкоголя. Одиннадцатый студийный альбом группы, Rumours (первый релиз группы на главном лейбле Warner после того, как Reprise был расформирован, и все подписанные на него артисты были переведены на родительский лейбл), был выпущен весной 1977 года. В этом альбоме участники группы обнажили эмоциональное потрясение, которое они испытывали в то время. «Rumours» получили признание критиков и в 1977 году получили премию «Грэмми» за альбом года. Из альбома было выпущено 4 сингла, попавших в топ-10: «Go Your Own Way» Бакингема, «Dreams» Никс (№ 1 в США), «Don’t Stop» и «You Make Loving Fun» Кристин Макви. «Second Hand News» Бакингема, «Gold Dust Woman» Никс и «The Chain», единственная песня в альбоме, написанная всеми пятью участниками группы, также получили ротацию на радио. К 2003 году было продано более 19 миллионов копий Rumours только в США (сертифицировано RIAA как бриллиантовый альбом) и в общей сложности 40 миллионов копий по всему миру, в результате чего он занял восьмое место в списке самых продаваемых альбомов. За альбомом последовал прибыльный для группы тур.
Бакингем убедил Флитвуда позволить ему, работая над их следующим альбомом, быть более экспериментальным и позволить ему работать над треками дома, прежде чем передавать их остальным членам группы в студии. Результатом этого стал выпущенный в 1979 году двенадцатый студийный альбом, названный Tusk, который был двойным и состоял из 20 треков. Он выпустил три хитовых сингла: «Tusk» Бакингема (США № 8), в котором участвовал марширующий оркестр USC Trojan, «Think About Me» Кристин Макви (№ 20 в США) и шестиминутный опус Никс «Sara» (№ 7 в США). «Sara» была сокращена до четырёх с половиной минут как для хит-сингла, так и для первого CD-релиза альбома, но с тех пор неотредактированная версия была восстановлена в сборнике хитов 1988 года, переиздании 2004 года Tusk и выпуске 2002 года The Very Best of Fleetwood Mac. Оригинальный гитарист Питер Грин также принимал участие в сессиях Tusk, хотя его игра на треке Кристины Макви «Brown Eyes» не включена в альбом. В интервью в 2019 году Флитвуд описал Туска как своего «личного фаворита» и сказал: «Слава Линдси … за то, что это не было точной копией Rumours». Tusk был распродан тиражом четыре миллиона копий по всему миру. Флитвуд обвинил относительное отсутствие коммерческого успеха альбома в том, что радиостанция RKO полностью воспроизвела альбом до его выпуска, тем самым позволив массовую домашнюю запись. 10 октября 1979 года Fleetwood Mac были удостоен звезды на Голливудской аллее славы за вклад в музыкальную индустрию на Голливудском бульваре 6608. Группа отправилась в 11-месячный тур в поддержку Tusk. Они путешествовали по многим странам, включая США, Австралию, Новую Зеландию, Японию, Францию, Бельгию, Германию, Нидерланды и Великобританию. В Германии они разделили площадку с суперзвездой регги Бобом Марли. Во время этого мирового турне группа записала музыку для своего первого концертного альбома Live, который был выпущен в конце 1980 года.
В 1981 году вышли сольные альбомы Никс (Bella Donna), Флитвуда (The Visitor) и Бакингема (Law and Order), а в 1982 году выходит тринадцатый студийный альбом группы Mirage. Записанный в Шато д’Эрувиль во Франции и спродюсированный Ричардом Дашутом, «Mirage» был попыткой вернуть успех Rumours. Его хиты включали «Hold Me» Кристины Макви и «Love in Store» (в соавторстве с Робби Паттоном и Джимом Рекором соответственно), «Gypsy» Никс и «Oh Diane» Бакингема, которые вошли в топ-10 в Великобритании. Незначительный хит также был отмечен «Eyes Of The World» and «Can’t Go Back». В отличие от тура Tusk, группа отправилась в короткий тур по 18 американским городам, а шоу в Лос-Анджелесе было записано и выпущено на видео. Они также выступили хедлайнерами первого фестиваля US Festival 5 сентября 1982 года, за который группе заплатили 500 000 долларов. Mirage был сертифицирован как дважды платиновый в США.
Вслед за Mirage группа взяла перерыв, что позволило участникам продолжить сольную карьеру. Никс выпустила ещё два сольных альбома (The Wild Heart 1983 года и Rock a Little 1985 года). Бакингем выпустил Go Insane в 1984 году, в том же году, когда Кристин Макви выпустила одноимённый альбом (в результате чего топ-10 хитов «Got a Hold on Me» и топ-40 хитов «Love Will Show Us How»). Все трое добились успеха, причём Никс была самой популярной. В течение этого периода Флитвуд подал заявление о банкротстве, Никс была госпитализирована в клинику Бетти Форд для лечения проблем с зависимостью, а Джон Макви перенёс приступ, связанный с зависимостью, и всё это было связано с чрезмерным образом жизни, вызванным их всемирным успехом. Ходили слухи, что Fleetwood Mac распался, но Бакингем прокомментировал, что он был недоволен тем, что Mirage остался последним усилием группы.
Самый звёздный состав Fleetwood Mac записал ещё один альбом «Tango in the Night», четырнадцатый по счёту, вышедший в 1987 году. Как и в случае с различными другими альбомами Fleetwood Mac, материал начинался как сольный альбом Бакингема, прежде чем стать проектом всей группы. Альбом стал их самым продаваемым релизом со времён Rumours, особенно в Великобритании, где он трижды стал № 1 в следующем году. Альбом разошёлся тиражом в три миллиона копий в США и содержал четыре хита: «Little Lies» Кристин Макви (написана в соавторстве с новым мужем Макви Эдди Квинтелой) и «Everywhere» Кристин Макви, «Seven Wonders» Сэнди Стюарта и Никс и «Big Love» Бакингема. «Family Man» (Бакингем и Ричард Дэшут) и «Isn’t It Midnight» (Кристин Макви) также были выпущены в качестве синглов, но с меньшим успехом.

### 1987—1995 годы. Изменения в составе
Поскольку тур был запланирован на десять недель, Бакингем в последнюю минуту отказался, заявив, что чувствует, как его творчество задыхается. Встреча группы в доме Кристин Макви 7 августа 1987 года привела к смятению. Напряжение достигло апогея. Флитвуд написал в своей автобиографии, что между Бакингемом и Никс произошла стычка с применением физической силы. Бакингем покинул группу на следующий день. После ухода Бакингема Флитвуд Мак взял в группу двух новых гитаристов, Билли Бернетта и Рика Вито, также без прослушиваний. Бернетт был сыном Дорси Бернетта и племянником Джонни Бернетта, оба из Рок-н-ролльного трио. Он уже работал с Флитвудом в Zoo, с Кристиной Макви в составе её сольной группы, провёл некоторую сессионную работу с Никс и аккомпанировал Бакингему в Saturday Night Live. Флитвуд и Кристина Макви играли в его альбоме Try Me в 1985 году. Вито, поклонник Питера Грина, играл со многими артистами от Бонни Райт до Джона Мэйолла, до Роджера Макгинна в Thunderbyrd и работал с Джоном Макви над двумя альбомами Мэйолла. Тур 1987—1888 годов «Shake the Cage» был первым для этого состава. Он был достаточно успешным, чтобы оправдать выпуск концертного видео под названием «Tango in the Night», которое было снято на арене Cow Palace в Сан-Франциско в декабре 1987 года.
Воспользовавшись успехом Tango in the Night, группа выпустила альбом «Greatest Hits» в 1988 году. Он включал синглы эпохи 1975—1988 годов и включал две новые композиции: «No Questions Asked», написанные Никс, и «As Long as You Follow», написанные Кристин Макви и Квинтелой. «As Long as You Follow» была выпущена как сингл в 1988 году, но заняла только 43-е место в США и 66-е в Великобритании, хотя и достигла 1-го места в американских чартах Adult Contemporary. Альбом «Greatest Hits», который достиг 3-го места в Великобритании и 14 в США (хотя с тех пор там было продано более 8 миллионов копий) группа посвятила Бакингему, с которым они к тому времени помирились.
В 1990 году Fleetwood Mac выпустили свой пятнадцатый студийный альбом Behind the Mask. С этим альбомом группа отошла от стилизованного звучания, которое Бакингем развил во время своего пребывания в группе (что также было очевидно в его сольной работе), и разработала более взрослый современный стиль с продюсером Грегом Ладаньи. Альбом принёс только один топ-40 хитов, «Save Me» Кристины Макви. Behind the Mask получил статус золотого альбома только в США, достигнув 18-го места в чарте альбомов Billboard, хотя он вошёл в британский альбомный чарт под номером 1. Он получил смешанные отзывы и был расценен некоторыми музыкальными критиками как низкая точка для группы в отсутствие Бакингема (который появился в качестве гостя, играя на заглавном треке). Но журнал Rolling Stone сказал, что Вито и Бернетт были «лучшим, что когда-либо случалось с Fleetwood Mac». В последующем туре «Behind the Mask» группа дала аншлаговые концерты на лондонском стадионе «Уэмбли». На заключительном концерте в Лос-Анджелесе Бакингем присоединился к группе на сцене. Две женщины из группы, Макви и Никс, решили, что тур будет их последним (отец Макви умер во время тура), хотя обе заявили, что они всё равно будут записываться с группой. Однако в 1991 году Никс и Рик Вито покинули Fleetwood Mac.
В 1992 году Флитвуд составил бокс-сет из 4 дисков, охватывающий основные моменты 25-летней истории группы, под названием «25 Years — The Chain» (также был доступен отредактированный набор из 2 дисков). Заметным включением в бокс-сет стала композиция «Silver Springs», которая была записана во время сессий Rumours, но была исключена из альбома и была использована в качестве би-сайда «Go Your Own Way». Никс попросила использовать этот трек для своего сборника лучших песен 1991 года, но Флитвуд отказался, так как планировал включить его в эту коллекцию как раритет. Разногласия между Никс и Флитвудом получили освещение в прессе и, как считалось, стали главной причиной ухода Никс из группы в 1991 году. В бокс-сет также вошла новая композиция Никс и Рика Вито «Paper Doll», которая была выпущена в США как сингл и спродюсирована Бакингемом и Ричардом Дашутом. Были также две новые композиции Кристин Макви, «Heart of Stone» и «Love Shines». «Love Shines» был выпущен как сингл в Великобритании и других странах. Бакингем также принял участие в работе над песне «Make Me a Mask». Флитвуд также выпустил роскошную делюксовую книгу в твёрдом переплёте, приуроченную к выпуску бокс-сета под названием «Мои 25 лет в Fleetwood Mac» (My 25 Years in Fleetwood Mac). В томе были заметки, написанные Флитвудом, с подробным описанием 25-летней истории группы и множеством редких фотографий.
Состав Бакингем-Никс-Макви-Макви-Флитвуд воссоединился в 1993 году по просьбе президента США Билла Клинтона для его первого инаугурационного бала. Клинтон сделал песню Флитвуда Мака «Don't Stop» темой своей предвыборной кампании. Его просьба, чтобы она была исполнена на инаугурационном балу, была встречена группой с энтузиазмом, хотя этот состав не собирался снова воссоединяться.
Вдохновлённые новым интересом к группе, Мик Флитвуд, Джон Макви и Кристин Макви записали ещё один альбом под названием «Fleetwood Mac», а Билли Бернетт взял на себя обязанности ведущего гитариста. Бернетт ушёл в марте 1993 года, чтобы записать альбом в стиле кантри и продолжить актёрскую карьеру, а Бекка Брамлетт, которая годом ранее работала в Zoo Флитвуда, была нанята на его место. Впоследствии был добавлен сольный певец, автор песен, гитарист и участник Traffic Дэйв Мейсон, который работал с родителями Бекки Делани и Бонни двадцать пять лет назад. В марте 1994 года Билли Бернетт, хороший друг и соавтор песен с Делани Брамлетт, вернулся в группу с одобрения Флитвуда.
Группа без Кристин Макви гастролировала в 1994 году, открывая концерты Кросби, Стиллса и Нэша, а в 1995 году в рамках пакета с REO Speedwagon и Пэтом Бенатаром. В этом туре группа исполнила классические песни Fleetwood Mac времён 1967—1974 годов. В 1995 году на концерте в Токио группу приветствовал бывший участник Джереми Спенсер, который исполнил с ними несколько песен.
10 октября 1995 года Fleetwood Mac выпустили свой шестнадцатый студийный альбом Time, который не имел успеха. Хотя он попал в Топ-60 Великобритании на одну неделю, альбом не имел никакого успеха в США. Он не смог попасть в чарты Billboard Top 200 альбомов, что стало поворотным моментом для группы, которая была опорой в этом чарте на протяжении большей части предыдущих двух десятилетий. Вскоре после выхода альбома Кристина Макви сообщила группе, что этот альбом станет для неё последним. Брэмлетт и Бернетт впоследствии сформировали дуэт кантри-музыки под неазванием Bekka & Billy.

### 1995—2007 годы
Через несколько недель после роспуска Fleetwood Mac Мик Флитвуд снова начал работать с Линдси Бакингемом. К ним был добавлен Джон Макви, а позже Кристин Макви. Стиви Никс также привлекла Бакингема для создания песни для саундтрека. В мае 1996 года Флитвуд, Джон Макви, Кристин Макви и Никс выступили вместе на частной вечеринке в Луисвилле, штат Кентукки, перед дерби в Кентукки, а Стив Уинвуд заменил Бакингема. Неделю спустя был выпущен саундтрек к фильму «Твистер», в котором был показан дуэт Никс-Бакингем «Twisted» с Флитвудом на барабанах. Это привело к полному воссоединению состава Rumours, который официально реформировался в марте 1997 года.
Перегруппированный Флитвуд Мак дал живой концерт на звуковой сцене в Warner Bros. Бербанк, Калифорния, 22 мая 1997 года. Концерт был записан, и из этого выступления вышел концертный альбом 1997 года The Dance, который впервые за 10 лет вернул группу на вершину американских чартов альбомов. The Dance вернул Флитвуду Маку статус суперзвёзд, которым у них не было со времён Tango in the Night. Альбом был сертифицирован RIAA как проданный тиражом более 5 миллионов единиц. Тур по аренам последовал за премьерой The Dance на MTV и держал воссоединённый Fleetwood Mac в дороге на протяжении большей части 1997 года. С дополнительными музыкантами Нилом Хейвудом на гитаре, Бреттом Тагглом на клавишных, Ленни Кастро на ударных и Шарон Селани (которая гастролировала с группой в конце 1980-х) и Минди Стайн на бэк-вокале, это было последним появлением классического состава в течение 16 лет. Нил Хейвуд и Шарон Челани по сей день остаются гастролирующими участниками.
В 1998 году группа была включена в Зал славы рок-н-ролла. Среди приглашённых участников были оригинальная группа, Мик Флитвуд, Джон Макви, Питер Грин, Джереми Спенсер и Дэнни Кирван, а также участники эпохи The Rumors Кристин Макви, Стиви Никс и Линдси Бакингем. Боб Уэлч не был включён, несмотря на его ключевую роль в работе группы в начале 1970-х годов. Состав группы эпохи Rumours выступал как на церемонии посвящения, так и в программе вручения премии «Грэмми» в том году. Питер Грин присутствовал на церемонии посвящения, но не выступал со своими бывшими коллегами по группе, решив вместо этого исполнить свою композицию «Black Magic Woman» с Сантаной, которые были введены в Зал славы рок-н-ролла в ту же ночь. Джереми Спенсер и Дэнни Кирван не присутствовали. Fleetwood Mac также получил премию «Выдающийся вклад в музыку» на Brit Awards (British Phonographic Industry Awards) в том же году.
В 1998 году Кристин Макви покинула группу. Вокальные партии были исполнены Бакингемом и Никс в семнадцатом альбоме «Say You Will», выпущенном в 2003 году, хотя Кристин исполнила партии бэк-вокала и клавишных. Альбом дебютировал на 3-м месте в чарте Billboard 200 и № 6 в Великобритании. Успехом пользовались песни «Peacekeeper» и заглавный трек. турне по мировым аренам, которое продолжалось до 2004 года, также было успешным. Тур собрал 27 711 129 долларов и занял 21-е место в топ-25 самых кассовых туров 2004 года.
Примерно в 2004—2005 годах ходили слухи о воссоединении раннего состава Fleetwood Mac с участием Питера Грина и Джереми Спенсера. В апреле 2006 года басист Джон Макви во время сессии вопросов и ответов на фан-сайте Penguin Fleetwood Mac сказал об идее воссоединения: «Если бы мы могли заставить Питера и Джереми сделать это, я бы, наверное, сделал это. Я знаю, что Мик сделал бы это в мгновение ока. К сожалению, я не думаю, что у Дэнни есть много шансов сделать это. Благослови его сердце».
В интервью, данном в ноябре 2006 года в поддержку его сольного альбома Under the Skin, Бакингем заявил, что группа всё ещё имела планы вновь воссоединиться для тура 2008 года. Планы записи были отложены. В интервью, которое Никс дала британской газете The Daily Telegraph в сентябре 2007 года, она заявила, что не желает продолжать работу с группой, если Кристин Макви не вернётся.

### 2008—2013: Тур «Unleashed» и Extended Play
В марте 2008 года было объявлено, что Шерил Кроу может работать с Fleetwood Mac в 2009 году. Кроу и Стиви Никс сотрудничали в прошлом, и Кроу заявил, что Никс была для неё великим учителем и вдохновителем. Позже Бакингем сказал, что потенциальное сотрудничество с Кроу «потеряло свой импульс» и от этой идеи отказались.
В марте 2009 года Fleetwood Mac начали свой тур «Unleashed», снова без Кристин Макви. Это было шоу, составленное из главных хитов, хотя также звучали такие треки альбома, как «Storms» и «I Know I’m Not Wrong». Во время их шоу 20 июня 2009 года в Новом Орлеане, штат Луизиана, Стиви Никс представила часть новой песни, которую она написала об урагане Катрина. Позже песня была выпущена как «New Orleans» в альбоме Никс 2011 года In Your Dreams с Миком Флитвудом на барабанах. В октябре 2009 года и ноябре группа гастролировала по Европе, а в декабре — по Австралии и Новой Зеландии. В октябре The Very Best of Fleetwood Mac был переиздан в расширенном двухдисковом формате (этот формат был выпущен в США в 2002 году), заняв шестое место в британском чарте альбомов. 1 ноября 2009 года в Великобритании на BBC One был показан часовой документальный фильм «Fleetwood Mac: Don’t Stop», в котором были показаны недавние интервью со всеми четырьмя нынешними участниками группы. Во время документального фильма Никс рассказала о текущем состоянии своих отношений с Бакингемом, сказав: «Возможно, когда нам будет 75, а Флитвуд Мак — далёким воспоминанием, мы могли бы стать друзьями».
6 ноября 2009 года Fleetwood Mac отыграли последнее шоу европейского этапа своего тура «Unleashed» на лондонской арене «Уэмбли». В зале присутствовала Кристина Макви. Никс отдала дань уважения ей со сцены под бурные овации зрителей, сказав, что она думала о своей бывшей коллеге по группе каждый день, и посвятила ей выступление «Landslide» в тот вечер. 19 декабря 2009 года Fleetwood Mac отыграли предпоследнее шоу своего тура Unleashed перед аншлаговой толпой в Новой Зеландии, на том, что изначально планировалось как одноразовое мероприятие в TSB Bowl of Brooklands в Нью-Плимуте. Билеты, после предварительной продажи, были распроданы в течение двенадцати минут после публичного выпуска. Ещё одна дата, воскресенье 20 декабря, была добавлена и также распродана. Тур собрал 84 900 000 долларов и занял 13-е место среди самых кассовых туров по всему миру в 2009 году. 19 октября 2010 года Fleetwood Mac отыграли частное шоу в отеле Phoenician в Скоттсдейле, штат Аризона, для TPG (Texas Pacific Group).
3 мая 2011 года телеканал Fox транслировал эпизод сериала Хор под названием «Rumours», в котором фигурировали шесть песен из альбома группы 1977 года. Шоу вызвало новый интерес к группе и её коммерчески самому успешному альбому, и Rumours вновь вошли в чарты Billboard 200 под номером 11 на той же неделе, когда новый сольный альбом Никс «In Your Dreams» дебютировал под номером 6. (Она была процитирована Billboard, сказав, что её новый альбом был «мой собственный небольшой Rumours».) Две записи разошлись тиражом около 30 000 и 52 000 единиц соответственно. Загрузка музыки составила 91 процент продаж слухов. Всплеск продаж Rumours привёл к увеличению на 1,951 %. Это была самая высокая запись в чарте ранее выпущенного альбома с тех пор, как переиздание «Exile On Main St.» The Rolling Stones вновь вошло в чарты 5 июня 2010 года под номером 2. В интервью в июле 2012 года Никс подтвердил, что группа воссоединится для тура в 2013 году.
Тур группы 2013 года, который проходил в 34 городах, начался 4 апреля в Колумбусе, штат Огайо. Группа исполнила две новые песни («Sad Angel» и «Without You»), которые Бакингем назвал одними из самых «флитвуд-макски» звучащих песен со времён Mirage. «Without You» была перезаписана в эпоху Бакингема-Никса. Группа выпустила свой первый новый студийный материал за десять лет, Extended Play, 30 апреля 2013 года. EP дебютировал и достиг 48-го места в США и выпустил один сингл «Sad Angel». 25 и 27 сентября 2013 года, во второй и третий вечера лондонских концертов группы O2, Кристин Макви присоединилась к ним на сцене для «Don’t Stop». 27 октября 2013 года группа отменила свои выступления в Новой Зеландии и Австралии после того, как у Джона Макви был диагностирован рак, чтобы он мог пройти лечение. Они сказали: «Мы сожалеем, что не сможем сыграть на этих концертах в Австралии и Новой Зеландии. Мы надеемся, что наши австралийские и новозеландские поклонники, а также поклонники Fleetwood Mac во всем мире присоединятся к нам и пожелают Джону и его семье всего наилучшего». Также в октябре 2013 года Стиви Никс появилась в American Horror Story: Coven с песней Fleetwood Mac «Seven Wonders», играющей на заднем плане. В ноябре 2013 года Кристин Макви выразила заинтересованность в возвращении в Fleetwood Mac, а также подтвердила, что прогноз Джона Макви был «действительно хорошим».

### 2014-настоящее время: Возвращение Макви и уход Бакингема
11 января 2014 года Мик Флитвуд подтвердил, что Кристин Макви присоединится к Fleetwood Mac. 30 сентября 2014 года в Миннеаполисе, штат Миннесота, открылся тур по 33 городам Северной Америки. Билеты на серию концертов на аренах в мае-июне 2015 года в Великобритании поступили в продажу 14 ноября и были распроданы за минуты. Из-за высокого спроса к туру были добавлены дополнительные выступления, в том числе австралийский этап.
В январе 2015 года Бакингем предположил, что новый альбом и тур могут стать последними для Fleetwood Mac, и что группа прекратит свою деятельность в 2015 году или вскоре после этого. Он заключил: «Мы продолжим работу над новым альбомом, и сольный материал отойдёт на второй план на год или два. Прекрасный способ завершить этот последний акт». Но Мик Флитвуд заявил, что для завершения работы над новым альбомом может потребоваться несколько лет, и что они ждут вклада от Никс, который был неоднозначен в отношении нового альбома
В августе 2016 года Флитвуд показал, что, хотя у группы было «огромное количество записанной музыки», практически ни к одной из них не была причастна Никс. Однако Бакингем и Кристин Макви внесли свой вклад в новый проект, написав несколько песен. Флитвуд сказал в интервью Ultimate Classic Rock: «Она [Макви] … написала бурю … Она и Линдси, вероятно, могли бы иметь очень сильный дуэтный альбом, если бы захотели. По правде говоря, я надеюсь, что дело дойдёт до большего. Там действительно десятки песен. И они действительно хороши. Так что посмотрим». Никс объяснила своё нежелание записывать ещё один альбом с Fleetwood Mac: «Возможно ли, что Fleetwood Mac может сделать ещё одну запись? Я никогда не смогу сказать тебе „да“ или „нет“, потому что я не знаю. Честно говоря, я не знаю… Это похоже на то, что вы хотите рискнуть войти и расположиться в комнате примерно на год [чтобы записать альбом] и иметь кучу спорящих людей? А потом не захотел ехать в тур, потому что ты только что целый год спорил?». Она также подчеркнула, что люди не покупают так много пластинок, как раньше.
9 июня 2017 года Бакингем и Кристин Макви выпустили новый альбом под названием Lindsey Buckingham/Christine McVie, в записи которого приняли участие Мик Флитвуд и Джон Макви. Альбому предшествовал сингл «In My World». Тур на 38 дней начался 21 июня и завершился 16 ноября. Fleetwood Mac также планировали отправиться в ещё один тур в 2018 году. Группа выступила хедлайнером второго вечера концерта Classic West (16 июля 2017 года на стадионе «Доджер» в Лос-Анджелесе) и второго вечера концерта Classic East (30 июля 2017 года на стадионе Citi в Нью-Йорке).
Группа получила награду MusiCares Person of the Year award в 2018 году и воссоединилась, чтобы исполнить несколько песен на гала-концерте, посвящённом Грэмми. Также выступили такие артисты, как Лорд, Гарри Стайлз, Little Big Town и Майли Сайрус. В апреле 2018 года песня «Dreams» вновь вошла в хит-парад Hot Rock Songs под номером 16. Это возвращение в чарты произошло через 40 лет после того, как песня возглавила Hot 100. Общая сумма потоковой передачи песни также перевелась в 7000 «эквивалентных единиц альбома», скачок на 12 процентов, что помогло ему перейти от № 21 к 13-е место в чарте лучших рок-альбомов.
В том же месяце Бакингем покинул группу во второй раз, как сообщается, будучи уволен. Причиной, как утверждалось, были разногласия по поводу характера тура и, в частности, вопрос о том, будет ли включён более новый или менее известный материал, как того хотел Бакингем. Мик Флитвуд и группа появились на канале Си-би-Эс сегодня утром 25 апреля 2018 года и заявили, что Бакингем не подпишет контракт на тур, который группа планировала в течение полутора лет, и они зашли в «огромный тупик» и «упёрлись в кирпичную стену». Когда его спросили, был ли Бакингем уволен, он сказал: «Ну, мы не используем это слово, потому что я думаю, что это некрасиво.» Он также сказал, что «Линдси испытывает огромное уважение к тому, что он сделал в рядах Fleetwood Mac, и всегда будет делать».
Бывший гитарист Tom Petty and the Heartbreakers Майк Кэмпбелл и Нил Финн из Crowded House были наняты на замену Бакингему. В This Morning на канале Си-би-эс Флитвуд сказал, что Fleetwood Mac возродился и что «это новый состав Fleetwood Mac». Помимо гастролей, группа планирует записать новую музыку с Кэмпбеллом и Финном в будущем. Тур группы «An Evening with Fleetwood Mac» начался в октябре 2018 года. Группа начала тур на музыкальном фестивале iHeartRadio 21 сентября 2018 года на арене T-Mobile в Лас-Вегасе, штат Невада.
30 ноября 2022 года на 80-м году жизни умерла Кристин Макви.

## Участники

### Текущий состав
- Мик Флитвуд (Mick Fleetwood) — ударные (1967—1995, 1997—наши дни)
- Джон Макви (John McVie) — бас-гитара (1967—1995, 1997—наши дни)
- Стиви Никс (Stevie Nicks) — вокал (1974—1991, 1993, 1997—наши дни)
- Майк Кэмпбелл (Mike Campbell) — соло-гитара (2018—наши дни)
- Нилл Финн (Neil Finn) — вокал, ритм-гитара (2018—наши дни)

### Бывшие участники
- Питер Грин — гитара, вокал (1967—1970, 1971; умер в 2020)
- Кристин Макви — клавишные, вокал (1970—1995, 1997—1998, 2014—2022; умерла в 2022[75])
- Линдси Бакингем — гитара, вокал (1974—1987, 1993, 1997—2018)
- Дэнни Кирван — гитара (1968—1972; умер в 2018[76])
- Джереми Спенсер — гитара (1967—1971)
- Боб Браннинг — бас-гитара (1967; умер в 2011)
- Боб Уэлч — гитара (1971—1974; умер в 2012)
- Боб Уестон — гитара (1972—1974; умер в 2012)
- Дейв Уокер — вокал (1972—1973)
- Билли Бёрнет — гитара (1987—1993, 1994—1995)
- Рик Вито — гитара (1987—1991)
- Бекка Брамлет — вокал (1993—1995)
- Дэйв Мэйсон — гитара (1993—1995)

## Дискография
Студийные альбомы
| - Peter Green’s Fleetwood Mac (1968) - Mr. Wonderful (1968) - English Rose(1968) - Then Play On (1969) - Kiln House (1970) - Future Games (1971) - Bare Trees (1972) - Penguin (1973) - Mystery to Me (1973) - Heroes Are Hard to Find (1974) | - Fleetwood Mac (1975) - Rumours (1977) - Tusk (1979) - Mirage (1982) - Tango in the Night (1987) - Behind the Mask (1990) - Time (1995) - Say You Will (2003) |